# 박닌
박닌시(베트남어: Thành phố Bắc Ninh / 城舖北寧)는 베트남 북부 박닌성의 성도이다. 2006년 1월 읍에 해당하는 티싸(市社)에서 타인포(城舖)로 승격했다. 면적은 80.82km2, 인구는 501,199명(2017년 기준)이다.

## 행정구역
박닌시는 아래의 19개 방(坊)를 관할한다.

### 방
- 다이푹 방 (Đại Phúc / 大福坊)
- 답꺼우 방 (Đáp Cầu /塔梂坊)
- 합린 방 (Hạp Lĩnh /合嶺坊)
- 칵니엠 방 (Khắc Niệm /克念坊)
- 쿡쑤옌 방 (Khúc Xuyên /曲川坊)
- 낀박 방 (Kinh Bắc /京北坊)
- 닌싸 방 (Ninh Xá /寧舍坊)
- 퐁케 방 (Phong Khê /封溪坊)
- 수오이호아 방 ( Suối Hoa / 𤂬花坊)
- 티꺼우 방 (Thị Cầu /市梂坊)
- 끼엔안 방 (Tiền An / 前安坊)
- 반안 방 (Vạn An /萬安坊)
- 번즈엉 방 (Vân Dương /雲陽坊)
- 베안 방 (Vệ An /衛安坊)
- 보끄엉 방 (Võ Cường /武強坊)
- 부닌 방 (Vũ Ninh /武寧坊)

- 호아롱 방 (Hòa Long /和隆坊)
- 낌쩐 방 (Kim Chân /金眞坊)
- 남선 방 (Nam Sơn / 南山坊)

## 명소

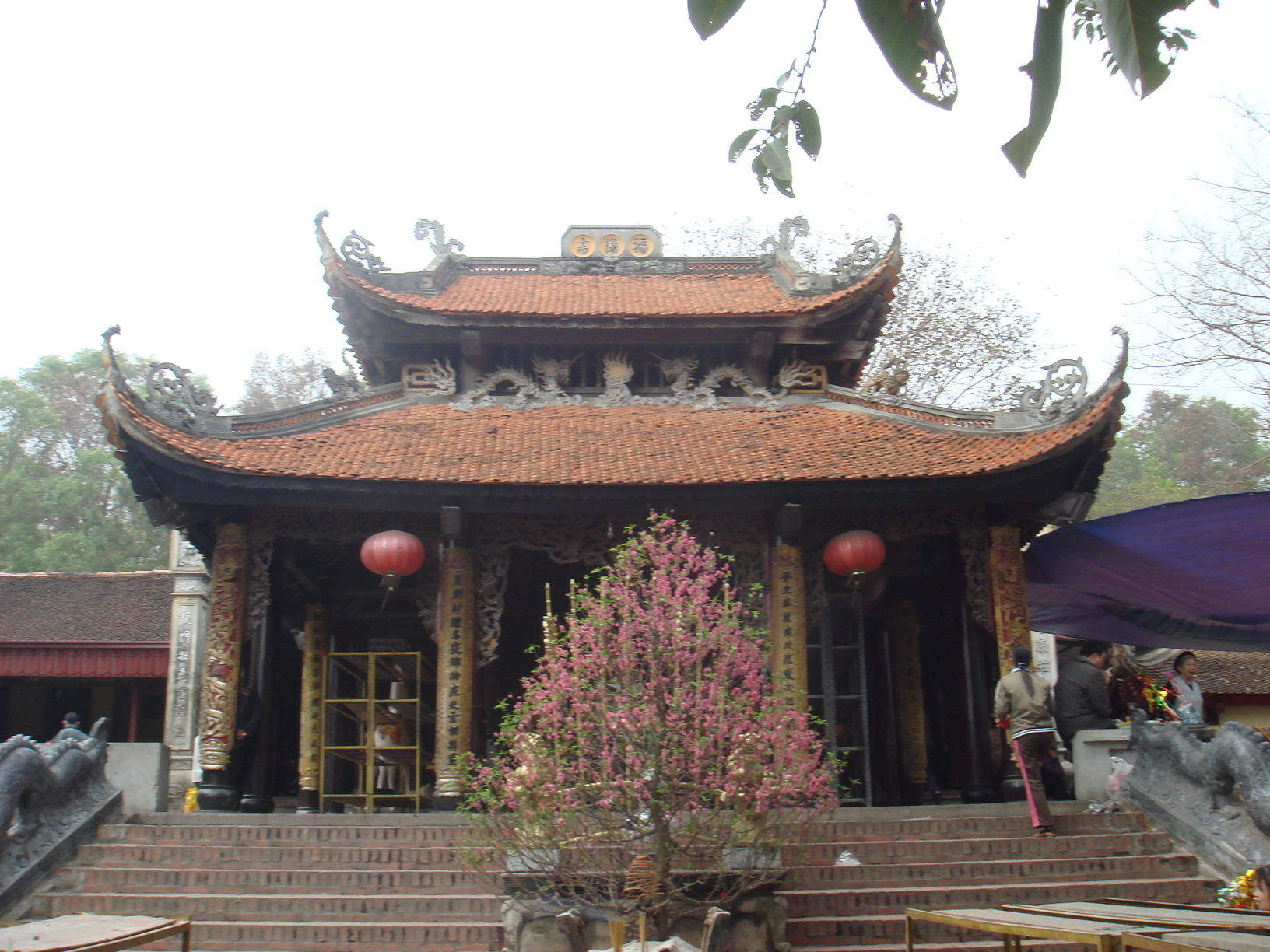
바쭈아코 사원
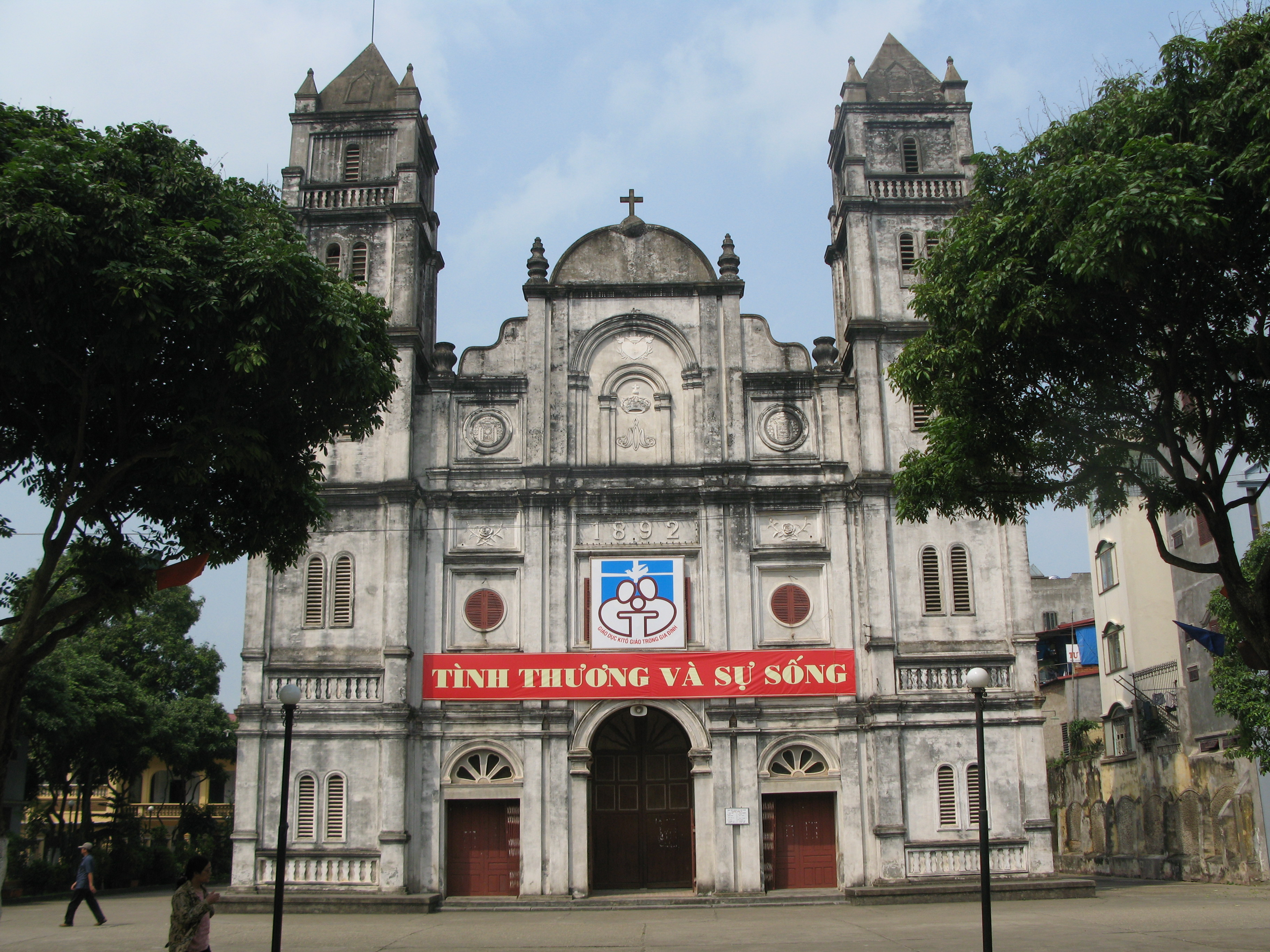
박닌 성당

- 바쭈아코 사원
- 박닌 성당

## 교통
- 박닌역

## 교육
- 낀박 국제학교